# Kliper

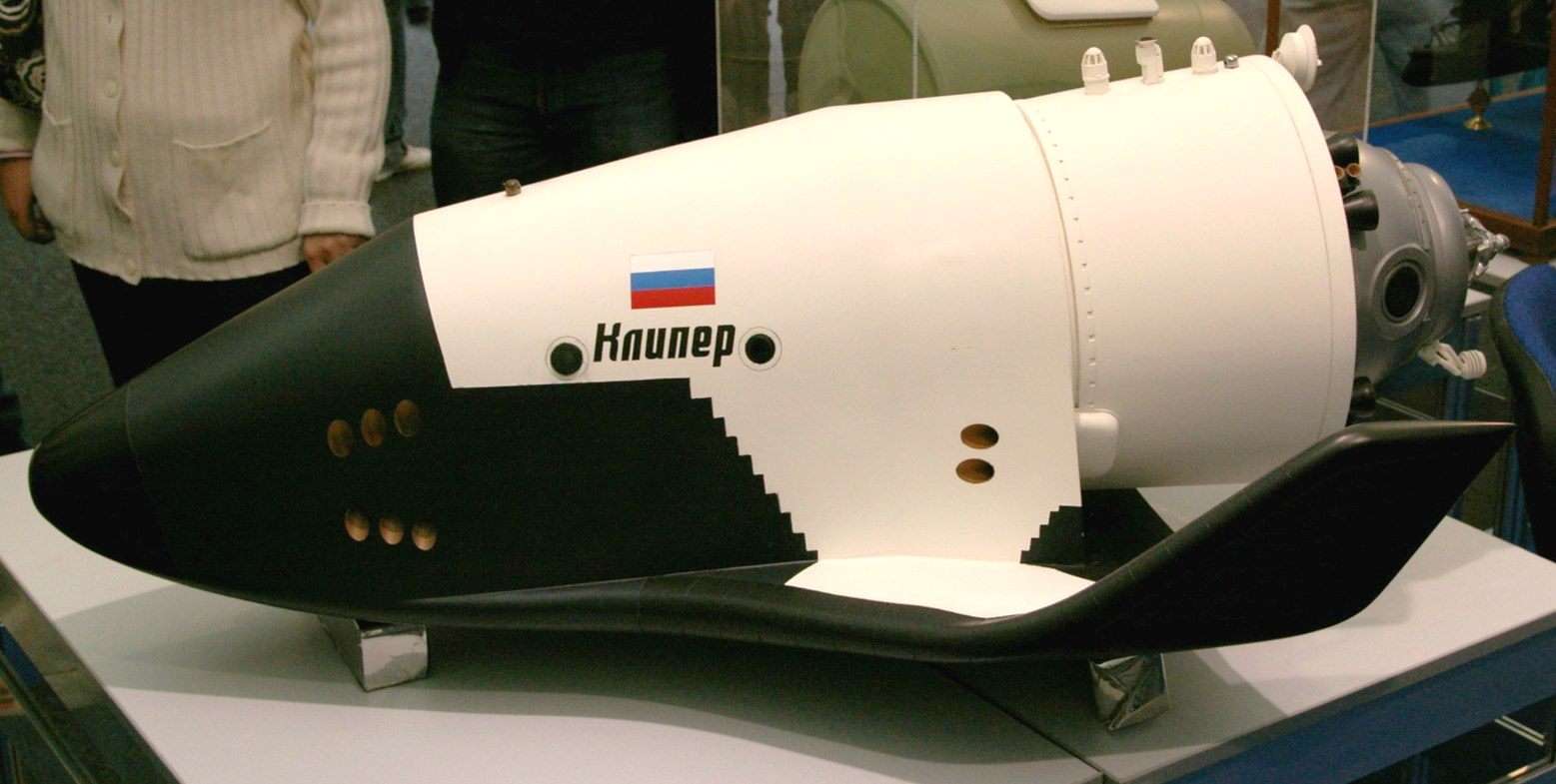
Maquette du Kliper

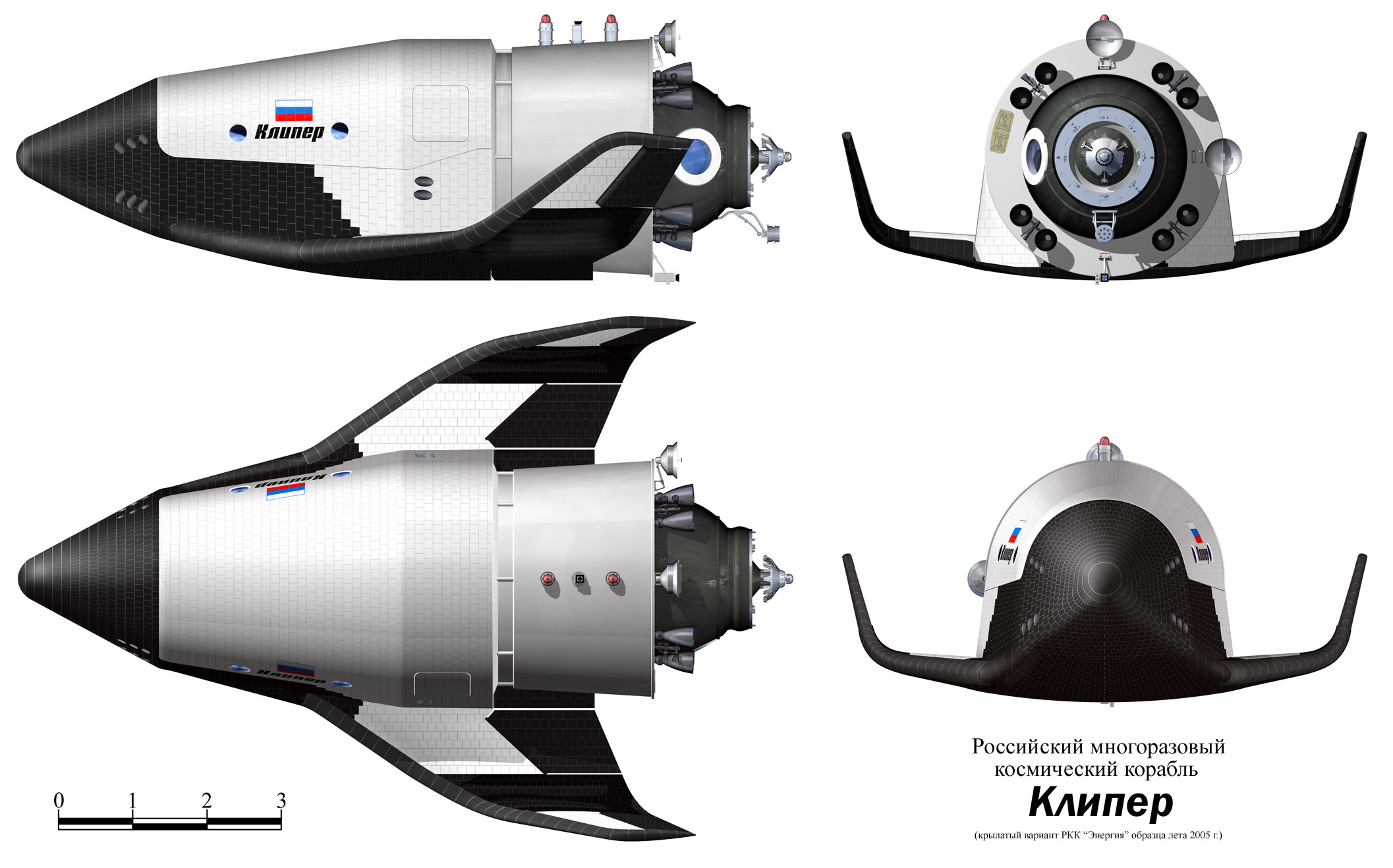
Infographie de la navette spatiale

Kliper (en russe : Клипер, « clipper ») est un projet abandonné de navette spatiale russe, prévu pour remplacer le vaisseau Soyouz.

## Contexte
Après le retrait des navettes spatiales des États-Unis en 2011, les vaisseaux Kliper étaient prévus comme étant les seuls avec les vaisseaux Soyouz à emporter des humains vers la Station spatiale internationale (ISS), jusqu'à l'arrivée du Orion (CEV à l'époque) des États-Unis. Depuis, le projet Orion a été recentré vers l'exploration lointaine et remplacé par des navettes (CST-100 Starliner de Boeing et Dragon V2 de SpaceX) pour emporter et faire revenir les humains de l’ISS, avec le Soyouz.

## Histoire

### Développement
L'agence spatiale russe RosaviaKosmos (aujourd'hui Roscosmos) commença à travailler sur le projet Kliper en 2000. Elle se basait sur des recherches antérieures de véhicule de transport spatial datant des années 1990. Klipper devait remplacer le Soyouz, qui existe en différentes versions depuis 1967.
Une maquette grandeur nature a été présentée au Salon international aérospatial de Moscou (MAKS) 2005 par son constructeur, RKK Energia.

### Financement et participation européenne
En février 2004, le projet Kliper fut inclus dans le programme spatial russe pour les années 2005-2015, en forte hausse (budget augmenté de 26 % en 2005, puis de 6 % par an ensuite). Le premier lancement était alors annoncé pour 2012 et la phase opérationnelle après 2015.
La maquette du Kliper fut en tournée en 2005 en Europe et en Asie, afin de trouver des partenaires intéressés par une participation au financement ou par un codéveloppement de la navette. L'agence russe était alors particulièrement demandeuse d'une collaboration avec l'Agence spatiale européenne (ESA), son principal partenaire. Au Salon du Bourget, l'ESA avait d'ailleurs annoncé son intérêt pour le projet, mais la participation ne s'est pas concrétisée. 
L'agence russe rechercha néanmoins toujours d'autres coopérations ou financements, notamment auprès du Japon, et a fait savoir qu'elle accepterait toutes propositions, excepté de la NASA, qui portait un projet concurrent, le CEV. La Russie avait annoncé son intention de développer seule Kliper si aucun partenaire n'est trouvé.
Le budget estimé par l'agence russe en 2004 était de 10 milliards de roubles, soit environ 280 millions d'euros. Cette estimation paraissait largement optimiste: le Guardian, se basant sur les coûts de programmes similaires, avançait un chiffre plus juste de 3 milliards de dollars pour la conception et la construction du Kliper jusqu'en 2015, dont 1,8 milliard venant de l'Europe. Dw-world.de avançait lui la somme d'un milliard et demi d'euros.
Le budget spatial russe voté pour les années 2006 à 2015 était de 305 milliards de roubles (soit un peu plus de 8 milliards d'euros).

## Caractéristiques techniques

### Spécification
Kliper devait être un vaisseau spatial de type corps portant de 10 mètres de long pour un diamètre d'environ 3 mètres et conçu pour rester en orbite environ 10 jours.
Sa masse au lancement devait être de 14,5 tonnes et il aurait été capable de transporter 2 pilotes et jusqu'à 4 passagers ou, pour la version cargo, 2 pilotes et jusqu'à 700 kg de charge utile. Klipper était prévu pour effectuer jusqu'à 25 rotations entre l'ISS et la Terre.
Tout comme la navette spatiale Bourane, il aurait été non piloté (vol automatique). Une version pilotable était cependant prévue pour 2012. 

### Architecture
Le Soyouz est composé de trois modules : le module orbital sphérique, utilisé comme cuisine et sanitaires, le module de retour, où sont logés les astronautes au décollage, à l’atterrissage et lors des phases d'amarrage, et qui est le seul à rentrer sur Terre, et le module de service, qui comprend les servitudes et le carburant. Il a été conçu pour pouvoir quitter une station spatiale en urgence, sur une trajectoire courbe, ou droite en temps normal.
Le Kliper, lui, devait avoir le module orbital au-dessous du module de retour, et le dispositif d'amarrage en dessous. Cela aurait été possible grâce à la largeur supérieure du module de retour. 
Le Kliper aurait possédé un système de secours en cours de lancement, ce qui aurait permis de séparer le module de la fusée en cas de problème. Ce décrochage aurait été possible à chaque phase du lancement, excepté pendant les premières secondes du décollage.
La conception de corps portant du Kliper aurait dû permettre un atterrissage doux et bien plus précis que celui de Soyouz. La navette russe aurait atterri soit avec des parachutes, soit comme un avion, sur une piste.

#### Module Parom
À l'automne 2005, le design de Kliper a été changé à nouveau. Afin de faire décoller le vaisseau sur une version améliorée de Soyouz, Soyouz-2-3, Kliper serait «divisée» en deux engins spatiaux, le véhicule d'équipage Kliper et Parom («ferry»), un remorqueur spatial. Parom aurait été un vaisseau spatial attendant Kliper en orbite, s’amarrant à Kliper puis servant de module de service, amenant sur des orbites plus élevées afin d'atteindre la Station spatiale internationale. Le Parom devait être réutilisable indéfiniment, se ravitaillant lui-même via le conteneur de fret, la station spatiale ou le vaisseau spatial auquel il est attaché. 

### Profils des missions
Le Kliper devait servir de vaisseau taxi et de module de propulsion de l'ISS. Kliper aurait pu rester amarré un an à l'ISS et voler 15 jours en solo.
Des missions vers Mars et la Lune étaient également prévues.

### Lanceur
Plusieurs lanceurs ont été analysés pour lancer la capsule Kliper : la fusée Soyouz, la Zenith-2SLB, une version améliorée de la Zénith-2, et la fusée Angara-3A. Le but de ce projet était de réutiliser un lanceur existant, quitte à le modifier légèrement, pour minimiser les coûts de développement. Très vite le choix s'est porté sur une fusée de type Soyouz d'autant plus que le projet de Soyouz à Kourou (Guyane Française), signé le 7 novembre 2003, laissait entrevoir un partenariat entre l'ESA et Roskosmos pour le lancement de Kliper.

### Lanceur Onega, Soyouz
La version modifiée de Soyouz s'est appelée dans les rapports initiaux Soyouz 2-3 puis Onega (Onega est le nom d'un lac non loin de Saint-Petersbourg). Très peu d'informations ont été délivrées à ce sujet. Sa capacité en orbite basse aurait été de 10 tonnes. Une autre version plus puissante fut présentée à Moscou le 10 juin 2005,  la Soyouz 3, avec une capacité d'emport augmentée à 14 t. Tous les moteurs étaient changés et le corps central utilisait le NK-33 (modification du moteur de la fusée lunaire N1), tandis que les boosters latéraux utilisent des RD-120.10F (moteur modifié venant du corps central d'Energia). Enfin, le troisième étage aurait été propulsé par un RD-0146E. Les deux premiers étages auraient utilisé de l'oxygène liquide et du kérosène et le dernier étage des carburants cryogéniques.
Vraisemblablement la Soyouz 2-3 aurait pu être utilisée pour le Kliper sans ailes et sans module de service, tandis que la Soyouz 3 aurait été utilisée pour la version plus lourde ailée et autonome (capable de rejoindre la station par elle-même).

#### Lancement
Le premier lancement (un vol d'essai) aurait dû avoir lieu en 2010, depuis le cosmodrome de Baïkonour, ou encore depuis le cosmodrome de Plesetsk, où la construction d'un pas de tir spécifique aurait été nécessaire. Enfin, il n'était pas exclu que l'engin soit également lancé depuis le Centre spatial guyanais (CSG).

## Annulation du programme

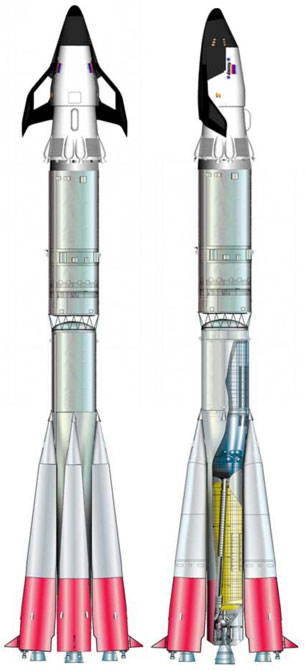
Kliper au sommet d'une Soyouz 3

Le programme fut mis sur la touche dès juillet 2006, lors du salon aéronautique de Farnborough. Il a été complètement abandonné en 2008, et remplacé par le Crew Space Transportation System, puis par le PPTS (Prospective Piloted Transport System), aujourd'hui dénommé Federatsia.